# 청주 상장리 고분
청주 상장리 고분은 충청북도 청주시 상당구 문의면에 있다. 2015년 4월 17일 청주시의 향토유적 제 8호로 지정되었다. 청주에서 발견된 삼국시대 지상식 고분 중 최대 규모의 고분이다.